# Chires
Chires es un distrito del cantón de Puriscal, en la provincia de San José, de Costa Rica.

## Historia
Chires fue creado el 3 de noviembre de 1983 por medio de Acuerdo 230. Segregado de Mercedes Sur.

## Geografía
Chires cuenta con un área de 229,66 km² y una altitud media de 430 m s. n. m.

## Demografía
Para el año 2022, Chires cuenta con una población estimada de 3022 habitantes, y para el último censo efectuado, en 2011, Chires contaba con una población de 3031 habitantes.

## Localidades
- Cabecera: Cristo Rey
- Poblados: Alto Concepción, Alto Pérez Astúa, Ángeles, Angostura (parte), Arenal, Bajo Chires, Bajo de Guarumal, Bajo el Rey, Bajo Vega, Cerdas, Fila Aguacate, Gamalotillo 1 (Colonia), Gamalotillo 2 (Gamalotillo), Gamalotillo 3 (Tierra Fértil), Gloria, Guarumal, Guarumalito, Mastatal, Pericos, Río Negro (parte), San Miguel, San Vicente, Santa Rosa, Vista de Mar, Zapatón.

## Turismo
El Parque nacional La Cangreja está ubicado en este distrito, en la localidad de Mastatal.

## Transporte

### Carreteras
Al distrito lo atraviesan las siguientes rutas nacionales de carretera:
- Ruta nacional 239
- Ruta nacional 318
- Ruta nacional 319